# Lynne Viola
Lynne Viola (ur. 5 kwietnia 1955) – amerykańska i kanadyjska historyk, sowietolog.

## Życiorys
Doktorat na uniwersytecie w Princeton. Profesor University of Toronto. Jest specjalistką w dziedzinie historii społecznej i politycznej Rosji w XX wieku. Jej zainteresowania skupiają się na historii kobiet, chłopów, kultury politycznej i stalinowskiego terroru. Jest zaliczana do grona rewizjonistów. 

## Wybrane publikacje

### Monografie
- The Best Sons of the Fatherland: Workers in the Vanguard of Soviet Collectivization, New York, 1987.
- Peasant Rebels Under Stalin: Collectivization and the Culture of Peasant Resistance, Oxford University Press, 1996.
- The War Against the Peasantry, 1927-1930, 2005.
- The Unknown Gulag: The Lost World of Stalin’s Special Settlements, Oxford University Press, 2007.

### Prace redakcyjne
- (z Sheila Fitzpatrick), A Researcher's Guide to Sources of Soviet Social History in the 1930s, 1990.
- (z Beatrice Farnsworth), Russian Peasant Women, Oxford University Press, 1992.
- (z Valerii Vasiliev), Kollektivizatsiia i krest'ianskoe soprotivlenie na Ukraine: noaibr' 1929-mart 1930, 1997.
- (z S. Zhuravlev, T. McDonald i A. Melnik), Riazanskaia derevnia v 1929-1930 gg.: khronika golovokhruzheniia, 1998.
- (z V.P. Danilov i Roberta T. Manning), Tragediia sovetskoi derevni 1927-37: dokumenty i materialy, t. 1-5, 1999-2003.
- Contending with Stalinism: Soviet Power and Popular Resistance in the 1930s, 2002.